# Dillwynia acicularis
Dillwynia acicularis är en ärtväxtart som beskrevs av Dc. Dillwynia acicularis ingår i släktet Dillwynia och familjen ärtväxter. Inga underarter finns listade i Catalogue of Life.